# Штатив

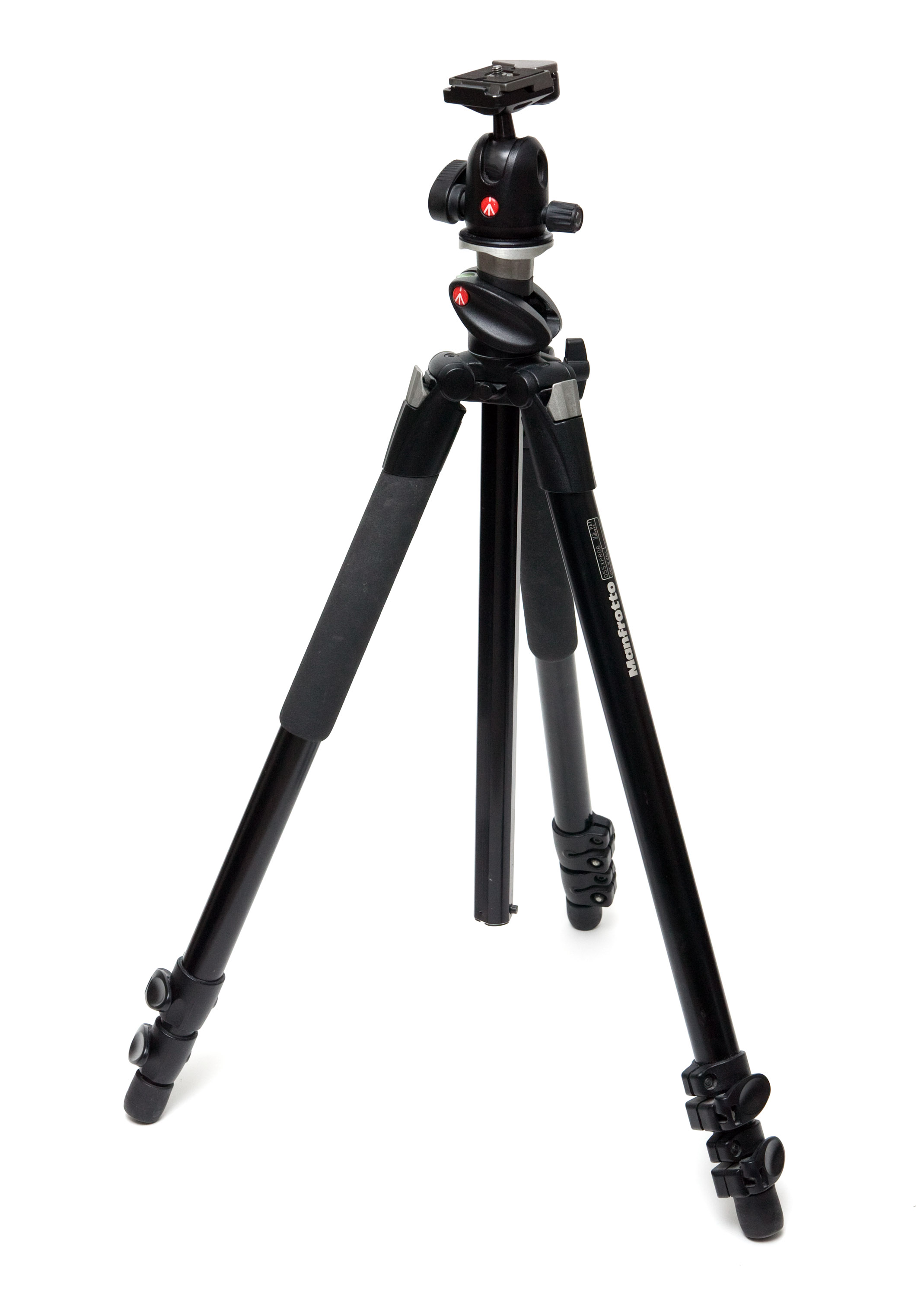
Штатив для камери

Штати́в (від нім. Stativ) — переносна тринога стійка або підставка, що використовується для підтримки ваги та збереження стійкості якогось іншого об'єкту. Конструкція з трьома ніжками забезпечує стійкість до гравітаційних навантажень — чим більше ніжки штатива розсунуті від його вертикального центру, тим краще він протистоїть перекиданню під дією бічних сил. Існують також варіації з однією, двома або чотирма ніжками (подібно столу).

## У вогнепальній зброї

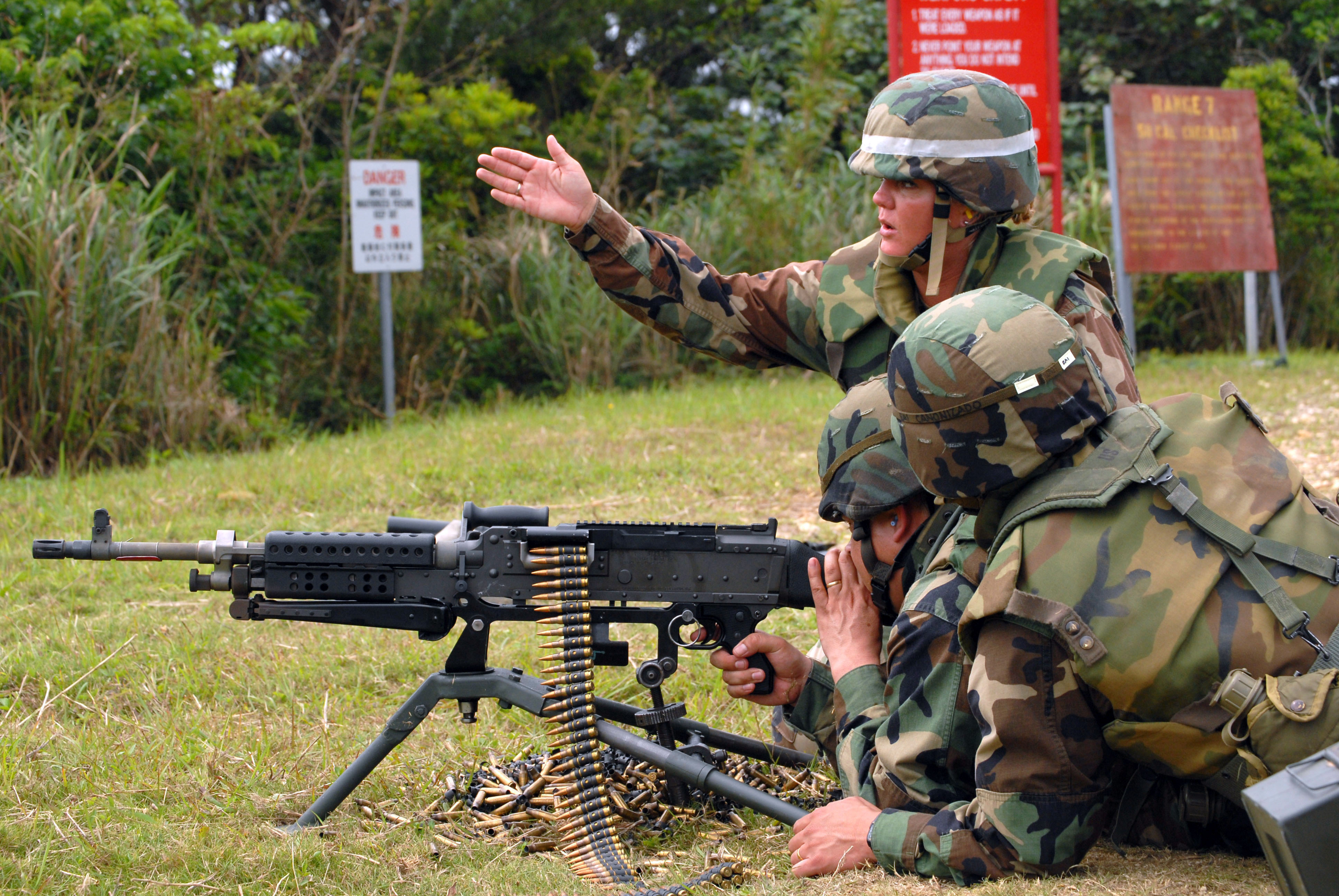
Seabees тренуються з M240 на станку M122

Штативи широко використовуються з кулеметами, щоб забезпечити стабільне утримування зброї під час стрільби.
Штативи, як правило, використовуються лише для важкої зброї, де їхня вага може бути обтяжливою. Для легшої зброї, такої як ґвинтівки, більш поширеною є сошка.

## У фотографії
У фотографії, штатив — це портативний пристрій для підтримки, стабілізації та підйому камери, спалаху або іншого фото-/відео- обладнання. Вони необхідні при повільній експозиції або при використанні об'єктивів з екстремальною фокальною відстанню, оскільки будь-який рух камери при відкритому затворі призведе до розмиття зображення.
Фотоштативи мають три телескопічні ніжки, штативну головку для з'єднання з фотоапаратом, а також ручку, що дозволяє обертати та нахиляти камеру, коли вона закріплена на тринозі. Штативи зазвичай виготовляють з алюмінію, вуглепластику, сталі або пластику.
Також існують невеликі настільні штативи, що, як правило, не розраховані на велику вагу. Їх використовують у ситуаціях, коли повнорозмірний штатив був би занадто громіздким. Альтернативою є штатив-струбцина, що являє собою штативну кульову головку, прикріплену до С-образного затискача.
Виробники штативів: Manfrotto, Velbon, Gitzo.

## В астрономії

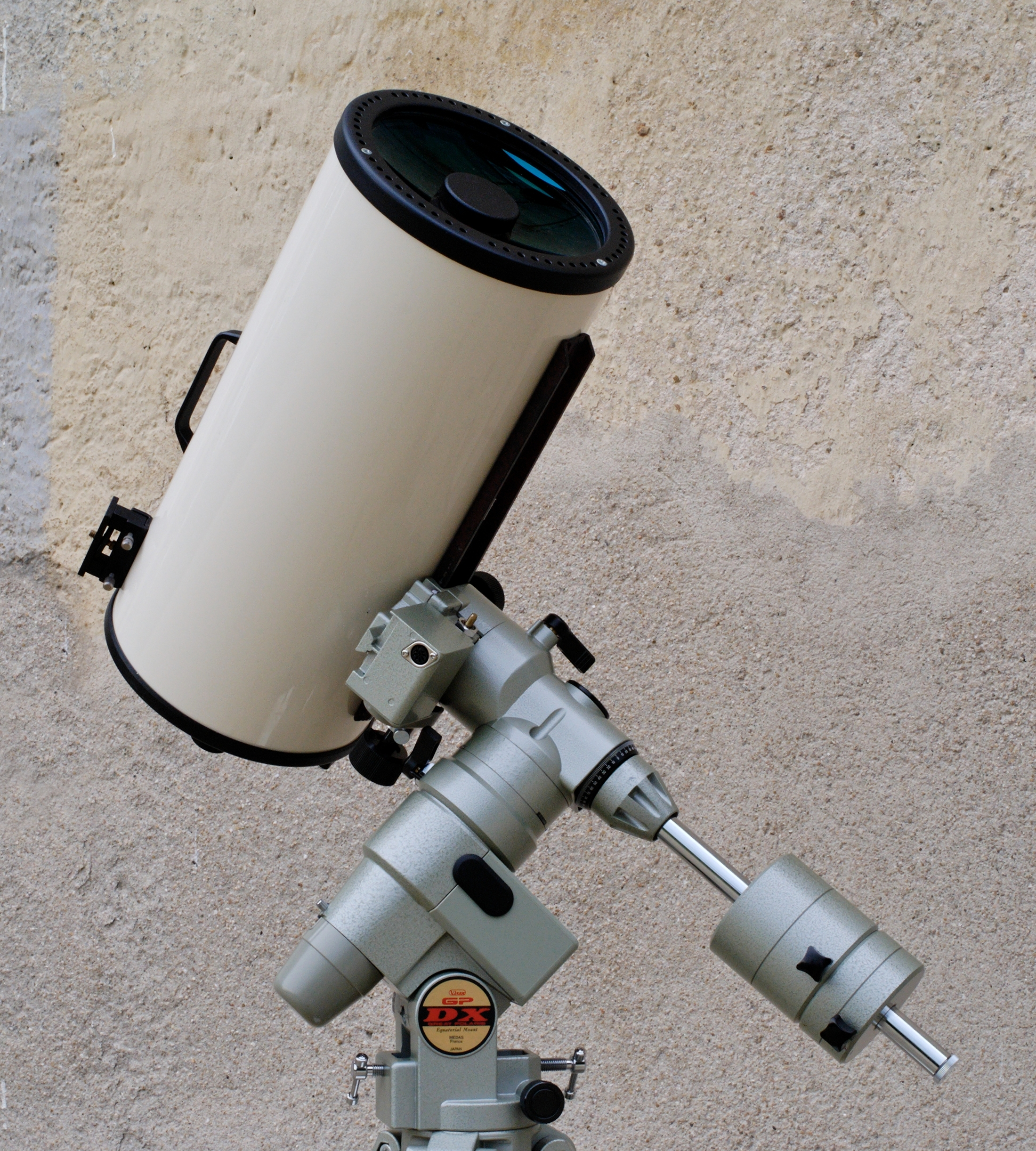
Німецьке екваторіальне монтування

Астрономічний штатив — міцна тринога, яка використовується для підтримки телескопів або біноклів, хоча також може використовуватися для підтримки додаткових камер або допоміжного обладнання. Астрономічний штатив зазвичай оснащений альт-азимутальним або екваторіальним монтуванням, що допомагає відстежувати небесні тіла.

## Лабораторні штативи
Лабораторний штатив — підставка або підпірка з тримачами для лабораторного приладдя та хімічного посуду. Штатив складається з важкої металевої основи й вертикального стержня довжиною ~1,5 м та діаметром до 1 см. Прилади, пробірки та інший посуд кріпиться до штатива за допомогою тримачів та муфт. Лабораторні затискачі виробляють з латуні, чавуну, нержавіючої сталі, алюмінію або нікельованого цинку.

Схема штатива

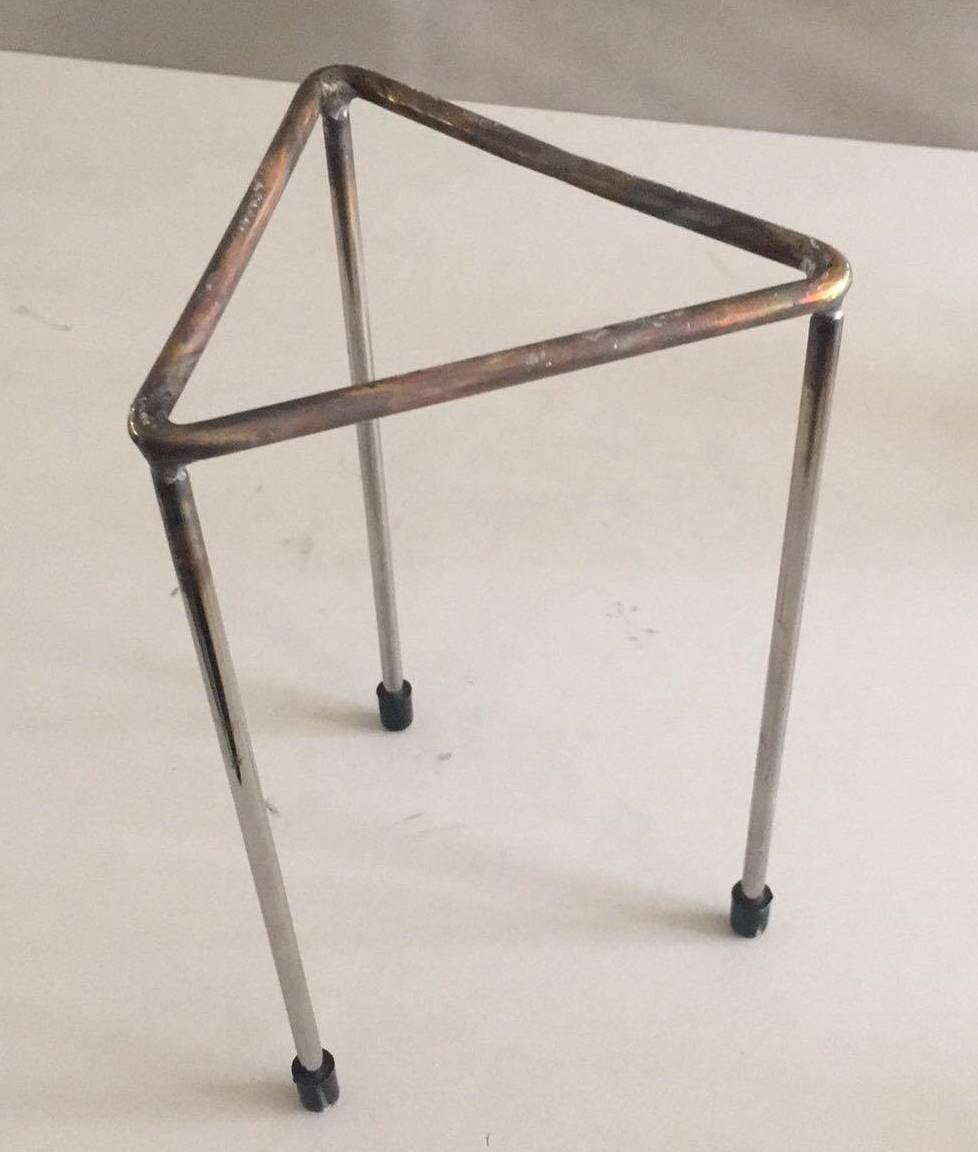
Лабораторна тринога

Водночас лабораторні триноги є триногими платформами для підтримки колб і склянок. Їх зазвичай виготовляють з нержавіючої сталі або алюмінію і роблять легкими для ефективного транспортування в лабораторії. Часто на триногу поміщають дротяне сито, щоб забезпечити рівну поверхню для скляного посуду. Вони зазвичай достатньо високі, щоб під ними можна було розмістити бунзенівський пальник.

## У геодезичній зйомці
Геодезичний штатив — пристрій, який використовується для підтримки будь-якого з ряду геодезичних інструментів, таких як теодоліти, тахеометри або нівеліри.
Штатив маркшейдерсько-геодезичного приладу складається з металевої головки, та шарнірно з'єднаних з нею трьох дерев'яних чи металевих ніжок з гострими металевими наконечниками та упорами для заглиблення в ґрунт. Штатив призначено для встановлення і закріплення на ньому приладу в робочому положенні.